# Holactún
Holactún es una localidad situada en el municipio de Seyé, en el estado de Yucatán, México. Según el censo de 2020, tiene una población de 608 habitantes.

## Toponimia
El nombre (Holactún) proviene del idioma maya.

## Infraestructura
- Una exhacienda.

## Hechos históricos
- En 1990 pasa del municipio de Seyé al de Tahmek.
- En 1995 regresa al municipio de Seyé.

## Importancia histórica
Tuvo su esplendor durante la época del auge henequenero y emitió fichas de hacienda las cuales por su diseño son de interés para los numismáticos. Dichas fichas acreditan la hacienda como propiedad de Manuela Casares Q. en 1889.

## Demografía
Según el censo de 2020 realizado por el INEGI, la población de la localidad es de 608 habitantes, de los cuales 313 son hombres y 295 son mujeres.
| 218                         | 308 | 268 | 276 | 274 | 283 | 351 | 379 | 450 | 0 | 637 | 589 | 616 | 608 |
| (Fuente: INEGI [Consultar]) |     |     |     |     |     |     |     |     |   |     |     |     |     |

## Galería

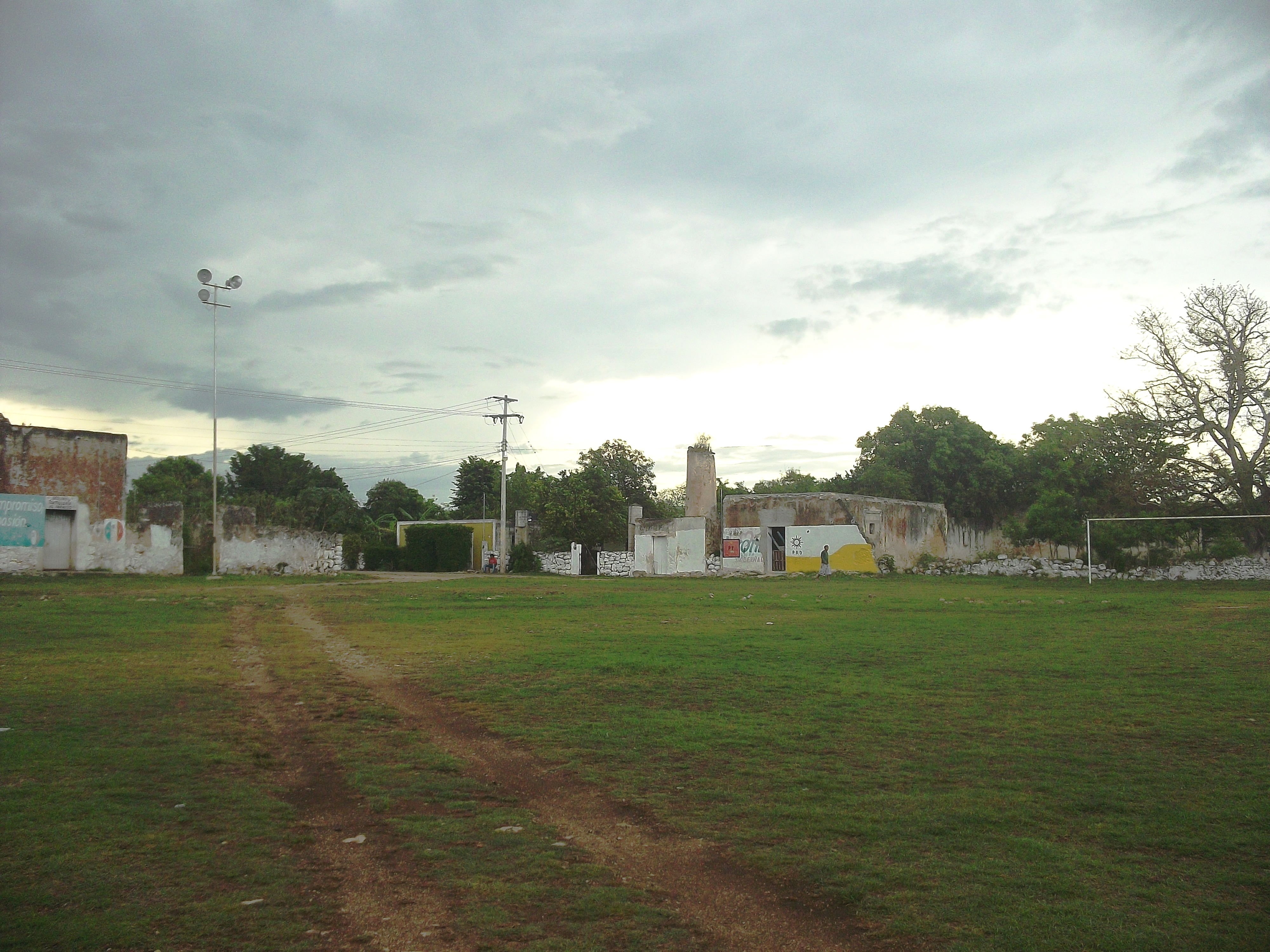
Hacienda de Holactún.
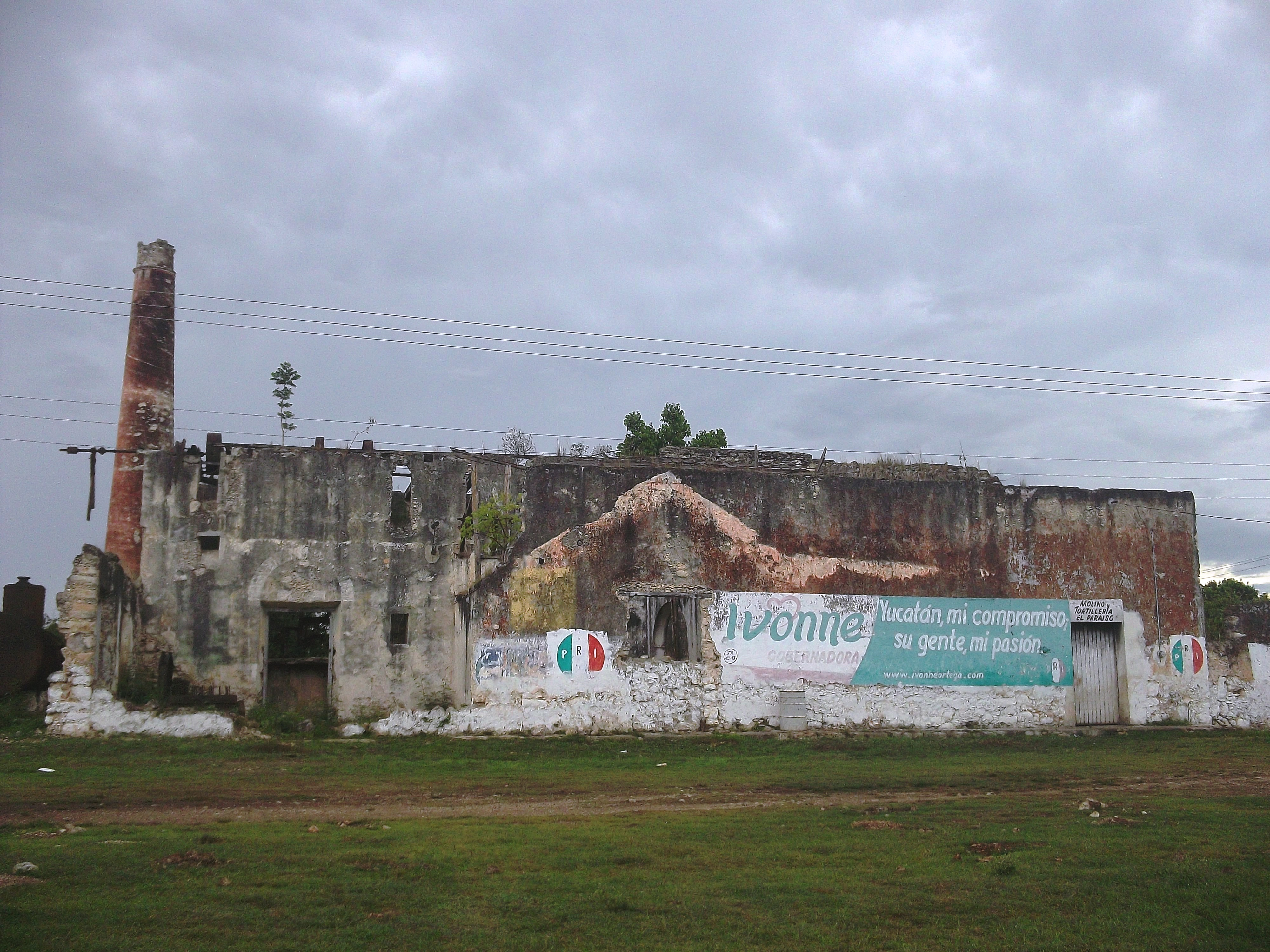
Hacienda de Holactún.
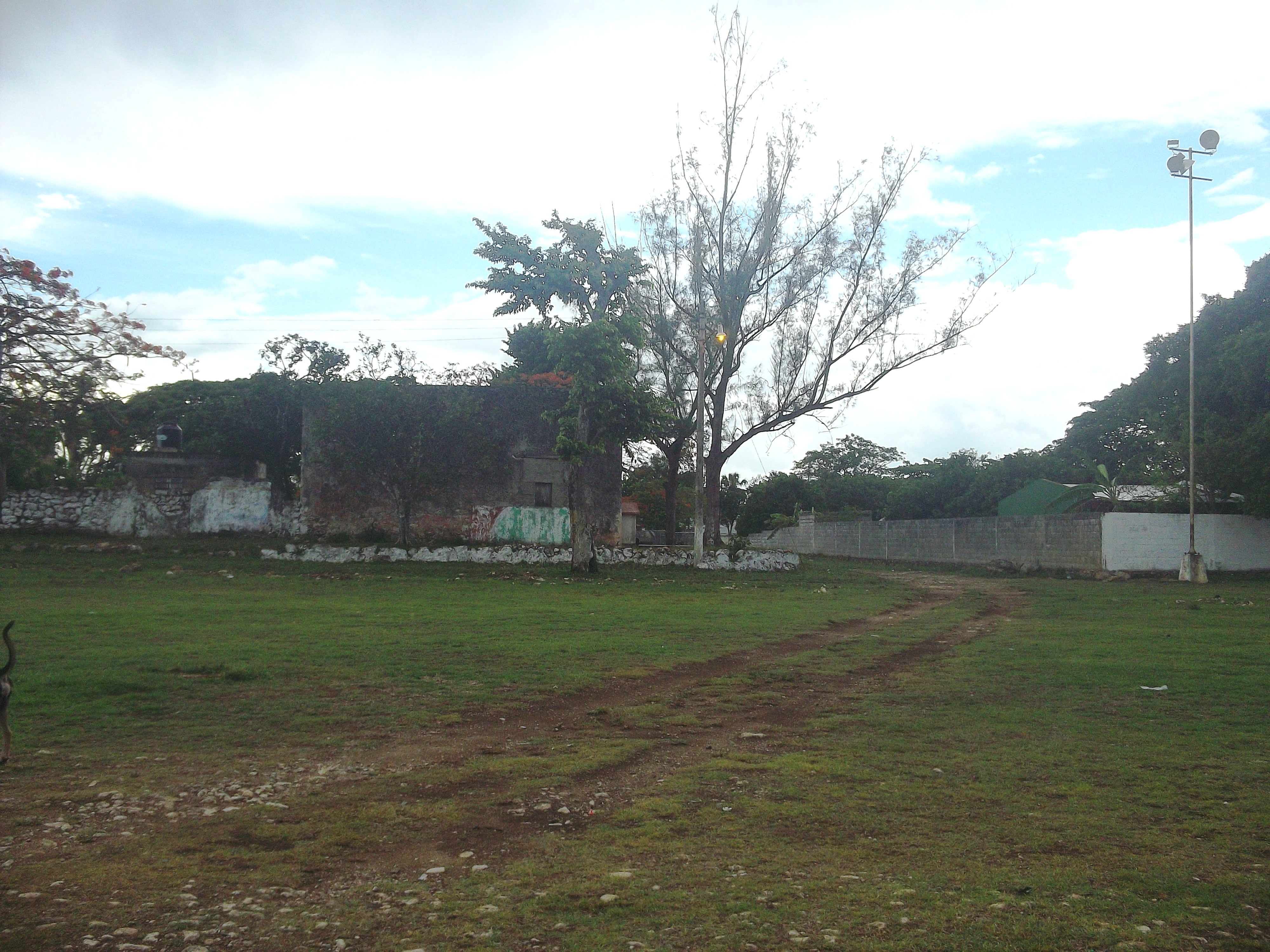
Hacienda de Holactún.
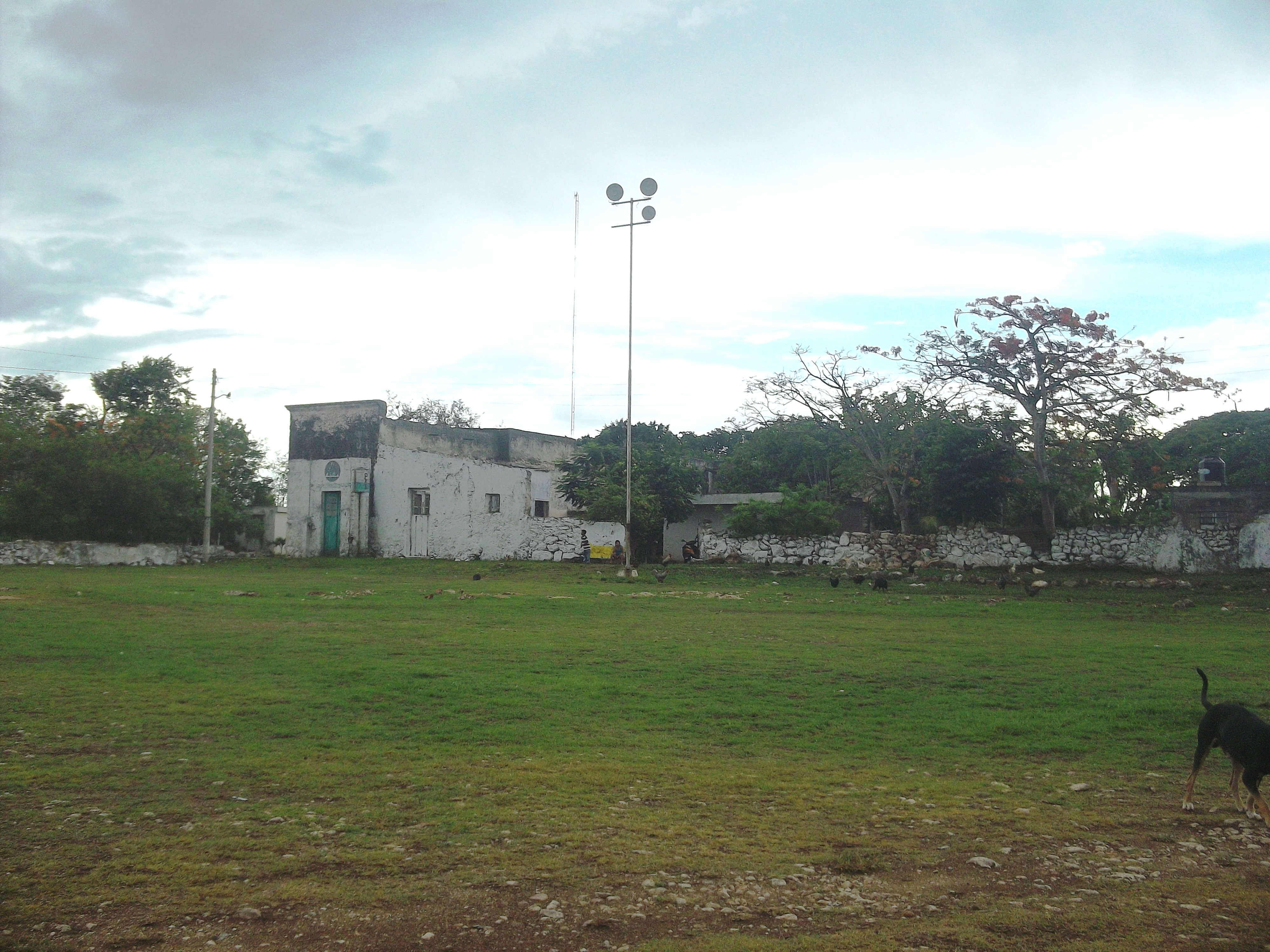
Hacienda de Holactún.
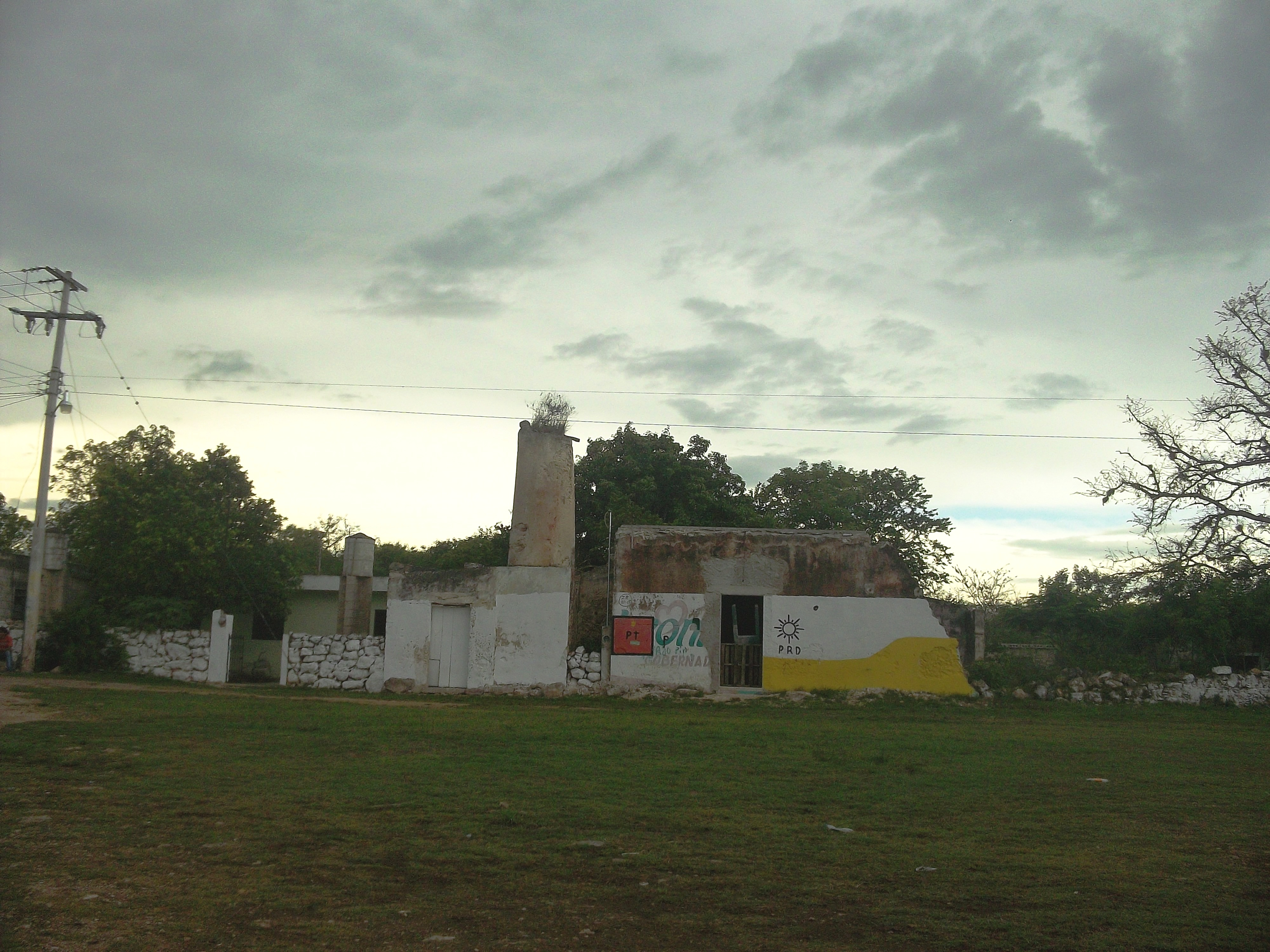
Hacienda de Holactún.